# Annie Laurie Gaylor
Annie Laurie Gaylor (Tomah, Wisconsin 2 de noviembre de 1955) es una escritora y activista feminista y por los derechos humanos estadounidense. 

## Trayectoria
Es cofundadora de la Freedom From Religion Foundation y, junto a su marido, Dan Barker su actual copresidenta.También es editora del periódico de la organización, Freethought Today, que se publica diez veces al año. Se describe a sí misma como feminista y liberal y es autora de varios libros como Woe to the Women: The Bible Tells Me So, Betrayal of Trust: Clergy Abuse of Children y Women Without Superstition: "No Gods — No Masters". Es graduada en periodismo en 1980 por la University of Wisconsin–Madison.
Gaylor, su madre Anne Nicol Gaylor y John Sontarck, fundaron la Freedom From Religion Foundation en una reunión alrededor de la mesa a la hora de la cena en 1978. Conoció a Barker en un show de Oprah Winfrey en 1984, comenzaron a salir y se casaron seis meses después, en 1987. Tienen una hija, Sabrina Delata. Gaylor dice que ellos "no son afines a los espíritus".
Gaylor participa en un programa de radio de una hora semanal con Barker en la  Freethought Radio, creada el 6 de octubre de 2007 en Air America. Su publicación sobre mujer y religión ha inspirado a una parte del feminismo ateo.

## Obra
- Gaylor, Annie Laurie (1981). Woe to the women, the Bible tells me so: The Bible, female sexuality & the law. Freedom From Religion Foundation. ISBN 1-877733-02-4.
- Gaylor, Annie Laurie (1986). It can't happen here?. Complimentary Copy Press. ASIN B0007259PM.
- Gaylor, Annie Laurie (1987). Two reviews: Encyclopedia of unbelief. Complimentary Copy Press. ASIN B000729OJY.
- Gaylor, Annie Laurie (1988). Betrayal of trust: Clergy's abuse of children. Freedom From Religion Foundation. ASIN B0006ER83W.
- Gaylor, Annie Laurie (Editor) (1997). Women Without Superstition: "No Gods--No Masters". Freedom From Religion Foundation. ASIN B000V8LIOS.